# Eurysilenium fungosum
Eurysilenium fungosum is een eenoogkreeftjessoort uit de familie van de Herpyllobiidae. De wetenschappelijke naam van de soort is voor het eerst geldig gepubliceerd in 1996 door Stock.